# Nikola Rađen
Nikola Rađen (szerb cirill átírással: Никола Рађен) (Újvidék, 1985. január 29. –) olimpiai bronzérmes (2008, 2012), világbajnok (2009), és kétszeres Európa-bajnok (2012, 2014) szerb vízilabdázó.